# Aguilar de Segarra
Pour les articles homonymes, voir Aguilar.
Aguilar de Segarra est une commune de la province de Barcelone, en Catalogne, en Espagne, de la comarque de Bages